# Judge Roy Scream
Judge Roy Scream is een houten achtbaan in Six Flags Over Texas in Arlington, Texas.
Judge Roy Scream is de eerste houten achtbaan in Six Flags Over Texas. De achtbaan is gemaakt door Don Rosser en Bill Cobb. Zij kregen de opdracht een familieachtbaan te maken. Bezoekers moeten eerst door een tunnel om deze achtbaan te bereiken. In september 2006 hield Six Flags Over Texas een 48 uurs marathon. Er deden 24 mensen aan mee, waarvan 12 leden van de American Coaster Enthusiasts.
Huidig:
Aquaman: Power Wave ·
Batman The Ride ·
Joker ·
Judge Roy Scream ·
Mini Mine Train ·
Mr. Freeze ·
New Texas Giant ·
Pandemonium ·
Runaway Mine Train ·
Runaway Mountain ·
Shock Wave ·
Titan  ·
Wile E. Coyote's Grand Canyon Blaster
Verdwenen:
Big Bend · 
Cucaracha ·
Flashback! ·
La Vibora